# تپه زیر خرمنجاه
تپه زیر خرمنجاه مربوط به دوران پیش از تاریخ ایران باستان - دوران‌های تاریخی پس از اسلام است و در شهرستان هرسین، روستای کل کش وند وسطی واقع شده و این اثر در تاریخ ۱۰ دی ۱۳۸۱ با شمارهٔ ثبت ۶۹۸۵ به‌عنوان یکی از آثار ملی ایران به ثبت رسیده است.